# Dekolonizacja wiedzy
W treści tego artykułu od 2023-08 występują prawdopodobnie wyrażenia zwodnicze, co nie jest zgodne z zasadami przyjętymi w Wikipedii.
Dokładniejsze informacje o tym, co należy poprawić, być może znajdują się w dyskusji tego artykułu.
 Po wyeliminowaniu niedoskonałości należy usunąć szablon {{Dopracować}} z tego artykułu.
Dekolonizacja wiedzy – koncepcja rozwinięta w badaniach dekolonialnych, która krytykuje hegemonię zachodnich systemów wiedzy. Ma na celu konstruowanie i legitymizację innych systemów wiedzy poprzez badanie alternatywnych epistemologii, ontologii i metodologii. Jest to również projekt intelektualny, który ma na celu „uzdrowienie” akademickich działań, które mają niewielki związek z obiektywnym dążeniem do wiedzy i prawdy. Zakłada się, że jeśli programy nauczania, teorie i wiedza są skolonizowane, to częściowo wpłynęły na nie względy polityczne, ekonomiczne, społeczne i kulturowe. Perspektywa zdekolonizowanej wiedzy obejmuje szeroką gamę przedmiotów, w tym filozofię (w szczególności epistemologię), naukę, historię nauki i inne podstawowe kategorie nauk społecznych.

## Tło

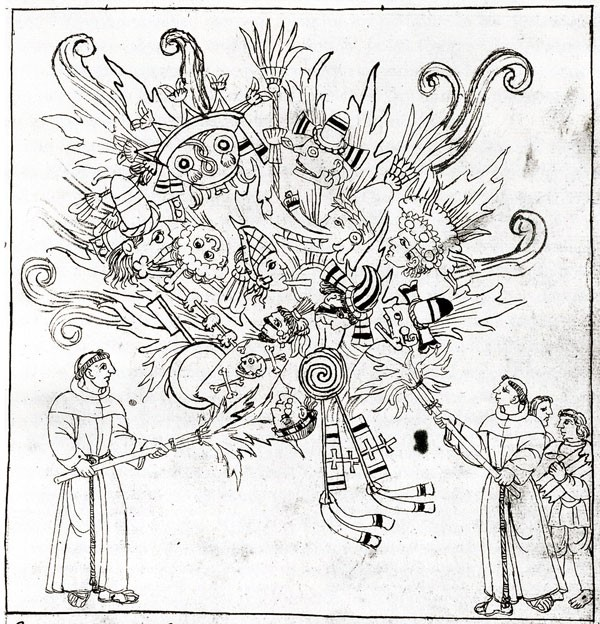
Zniszczenie meksykańskich kodeksów z „Descripción de la ciudad y provincia de Tlaxcala” (ok. 1585)

Dekolonizacja wiedzy bada historyczne mechanizmy produkcji wiedzy oraz jej kolonialne i etnocentryczne podstawy. Badacze i aktywiści dekolonizacyjni argumentują, że wiedza i standardy określające ważność wiedzy zostały w nieproporcjonalny sposób ukształtowane przez zachodni system myślenia i sposoby postrzegania wszechświata. Zgodnie z teorią dekolonialną zachodni system wiedzy, który pojawił się w Europie w okresie renesansu i oświecenia, został wykorzystany do legitymizacji europejskich przedsięwzięć kolonialnych, które ostatecznie stały się częścią rządów kolonialnych, i form cywilizacji, które przynieśli ze sobą kolonizatorzy. Uważano, że wiedza wytwarzana przez system zachodni przewyższa wiedzę wytwarzaną przez inne systemy, ponieważ ma jakość uniwersalną. Uczeni dekolonialni zgadzają się, że zachodni system wiedzy nadal określa, co należy uważać za wiedzę naukową, i nadal „wyklucza, marginalizuje i odczłowiecza” tych, którzy mają inne systemy wiedzy, doświadczenia i światopogląd. Peruwiański socjolog Anibal Quijano stwierdził, że kolonizatorzy tłumili formy produkcji wiedzy, znaczenia, ich uniwersum symboliczne, model ekspresji oraz obiektywizacji i podmiotowości, jeśli pochodziły z terenów skolonizowanych.  Nowozelandzka akademiczka Linda Tuhiwai Smith stwierdziła zaś, że imperializm i kolonializm oderwały od korzeni ludy kolonizowane.
Zgodnie z tą perspektywą kolonializm zakończył się w sensie prawnym i politycznym, ale nadal jednostki i grupy w historycznie skolonizowanych miejscach są marginalizowane i wykorzystywane. Uczeni dekolonialni określają to ciągłe dziedzictwo kolonializmu jako "kolonialność" (ang. coloniality).

## Źródła i rozwój
W obu Amerykach dekolonizacja wiedzy sięga do początków kolonializmu, czyli do 1492. Pojawienie się dekolonizacji wiedzy jako problemu akademickiego jest raczej nowym zjawiskiem. Według Enrique Dussel temat epistemologicznej dekolonizacji wywodzi się od grupy myślicieli latynoamerykańskich. Chociaż pojęcie dekolonizacji wiedzy w dyskursie akademickim istnieje od lat 70. XX wieku, Walter Mignolo twierdzi, że dopiero praca peruwiańskiego socjologa Anibala Quijano „wyraźnie powiązała kolonialność władzy w sferach politycznych i ekonomicznych z kolonialnością wiedzy”. Dussel twierdzi, że dekolonizacja epistemologiczna jest zorganizowana wokół pojęć kolonialności władzy i transmodernizmu i wywodzi się z myśli José Carlosa Mariátegui, Frantza Fanona i Immanuela Wallersteina.

## Znaczenie

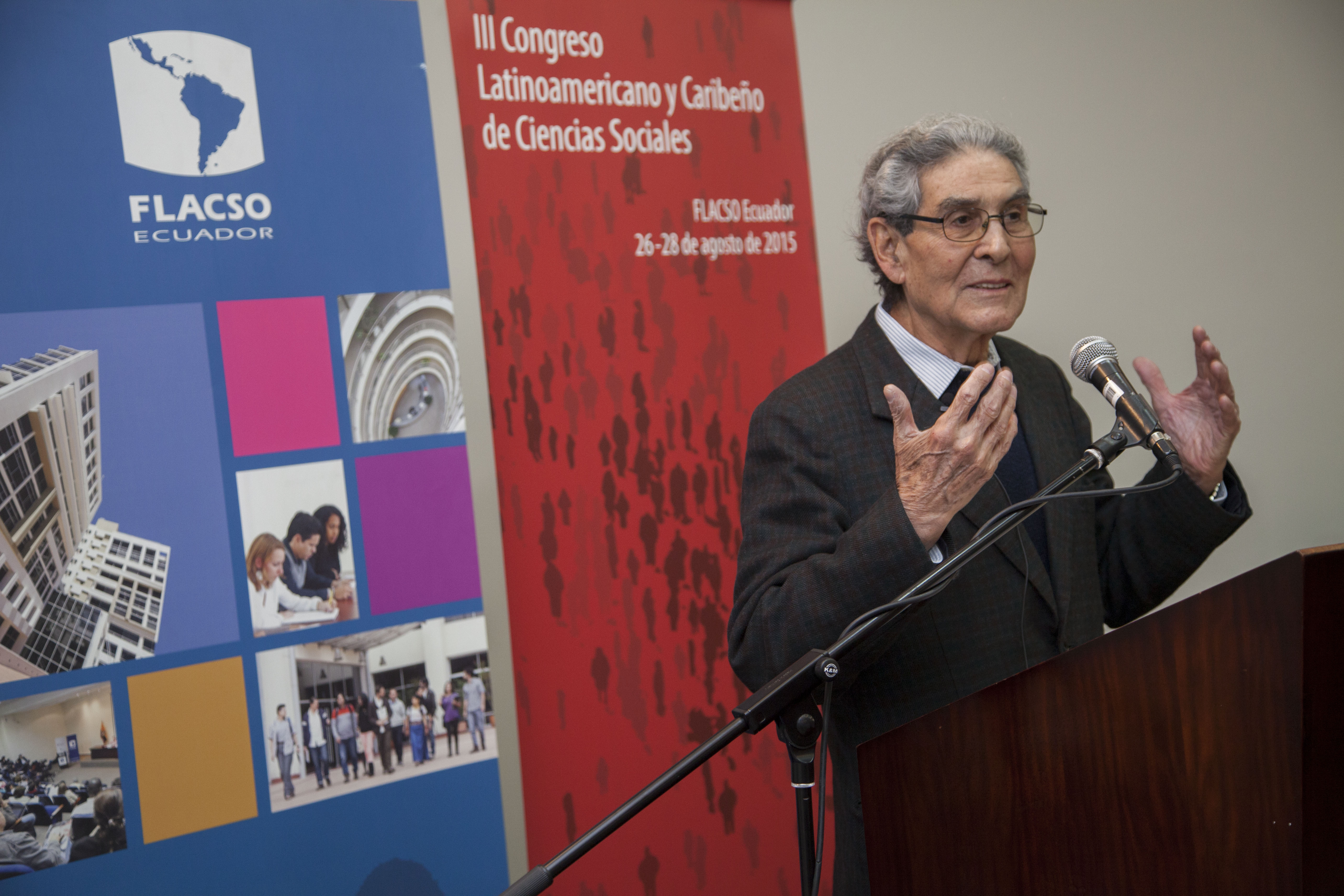
Aníbal Quijano na III Kongresie Nauk Społecznych Ameryki Łacińskiej i Karaibów, 2015

Dekolonizacja wiedzy jest czasami postrzegana jako odrzucenie pojęcia obiektywności, postrzeganego jako dziedzictwo myśli kolonialnej. Według tej koncepcji uniwersalne idea, takie jak „prawda” i „fakt”, to zachodnie konstrukty narzucone innym kulturom. W efekcie zachodni system wiedzy zdobył hegemonię, co spowodowało zmniejszenie różnorodności poznawczej i stłumienie innych form wiedzy. Boaventura de Sousa Santos zwrócił uwagę, że na całym świecie istnieją różnorodne formy i koncepcje wiedzy, jednak różnorodność systemów wiedzy nie zyskała większego uznania. Według Lewisa Gordona samo sformułowanie wiedzy w jej pojedynczej formie było nieznane czasom poprzedzającym pojawienie się europejskiej nowoczesności.
Według Waltera Mignolo nowoczesna podstawa wiedzy ma więc charakter terytorialny i imperialny, a dekolonizacja wiedzy ma zasadę odnaleźć źródła wiedzy stłumione przez działania imperialne. Według Achille Mbembe dekolonizacja wiedzy oznacza kwestionowanie hegemoniczności zachodniej wiedzy, która tłumi wszystko, co jest przewidziane, wymyślone i sformułowane poza zachodnią epistemologią.
Uczeni dekolonialni w swoich wysiłkach na rzecz dekolonizacji wiedzy i światopoglądów badają różne formy tradycyjnej wiedzy. Louis Botha i inni opowiadają się za „relacyjnym modelem wiedzy”, który umieszczają w ramach tradycyjnej wiedzy. Opiera się ona na percepcji i sposobach poznania rdzennej ludności. Uważają, że wiedza lokalna jest zasadniczo relacyjna, ponieważ te tradycje wiedzy przywiązują dużą wagę do relacji między aktorami, obiektami i otoczeniem zaangażowanymi w rozwój wiedzy. Takie „sieciowe” relacyjne podejście do produkcji wiedzy sprzyja i zachęca do powiązań między jednostkami, grupami, zasobami i innymi składnikami społeczności wytwarzających wiedzę. Dla Louisa Bothy i in., ta relacyjność, ponieważ jest zbudowana na ontologii, która uznaje sferę duchową za rzeczywistą i niezbędną do formowania wiedzy, jest również zasadniczo duchowa i karmi aksjologiczne koncepcje dotyczące tego, dlaczego i jak wiedza powinna być tworzona, zachowywana i wykorzystywana.

Zdaniem Anibala Quijano dekolonizacja epistemologiczna jest konieczna do stworzenia nowych dróg komunikacji międzykulturowej, wymiany doświadczeń i znaczeń, z wizją alternatywnego racjonalnalizmu. Sabelo J. Ndlovu-Gatsheni twierdzi, że dekolonizacja wiedzy jest niezbędna do zajęcia się „asymetrycznym globalnym intelektualnym podziałem pracy”, w którym Europa i Ameryka Północna nie tylko działają jako nauczyciele reszty świata, ale także służą jako centra tworzenia teorii i koncepcji, które są ostatecznie „konsumowane” przez ludzkość. 

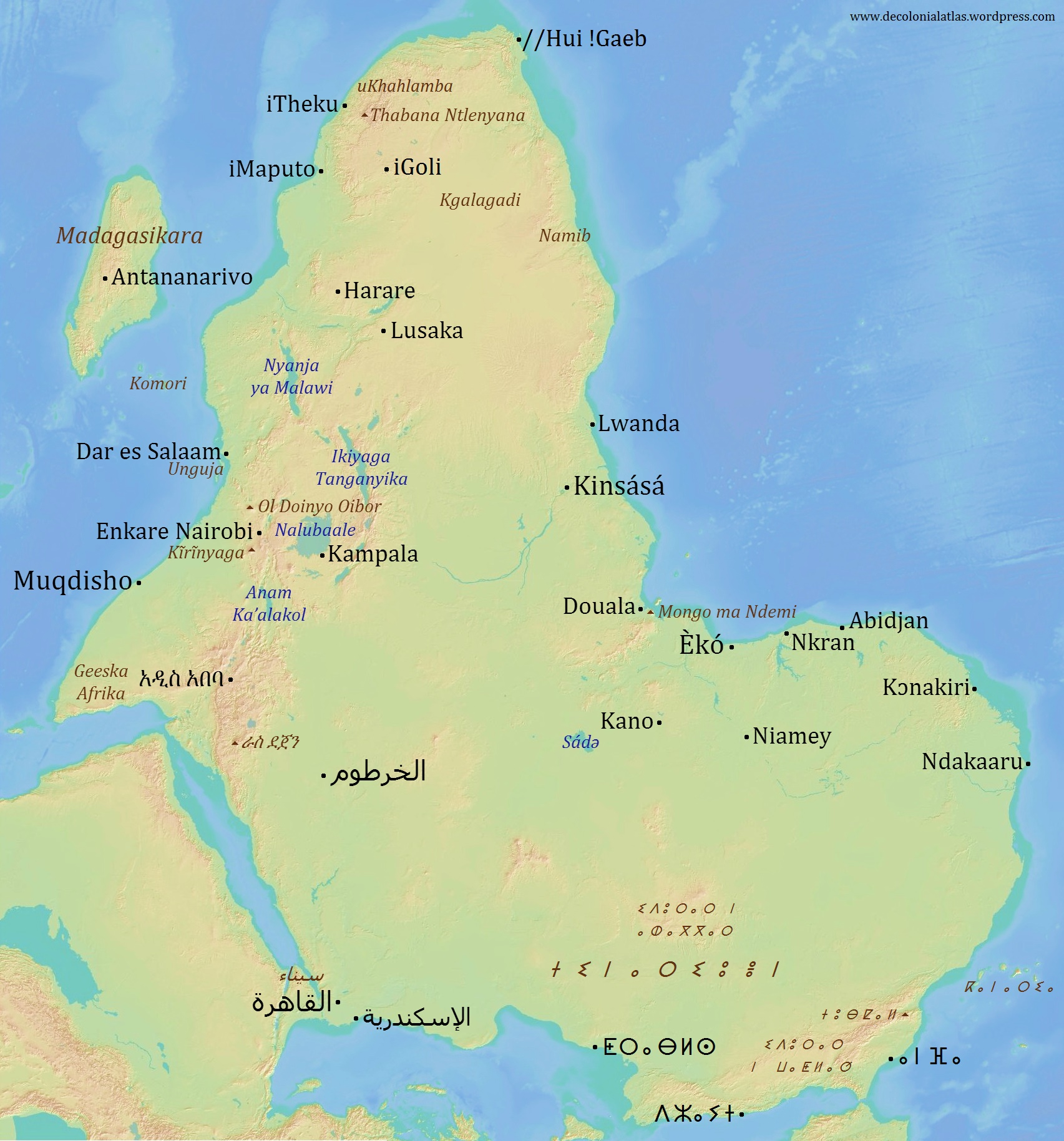
Mapa Afryki z wymazanymi granicami kolonialnymi, orientowana na południe (zgodnie z tradycją XI-wiecznego kartografa Amaziɣ Muhammada al-Idrisi) i oznaczeniem miejsc w dominującym na danym terenie języku

## Podejście
Dekolonizacja wiedzy nie oznacza dewesternizacji ani odrzucenia zachodniej nauki lub systemów wiedzy. Według Lewisa Gordona dekolonizacja wiedzy wymaga oderwania się od „zobowiązania wobec koncepcji poznawczego wroga”. Podkreśla raczej „przywłaszczanie sobie wszelkich źródeł wiedzy” w celu osiągnięcia względnej autonomii wiedzy i sprawiedliwości poznawczej dla „wcześniej nieuznawanych i/lub tłumionych tradycji wiedzy”.
Dekolonizacja wiedzy o rdzennej ludności opisuje trwające procesy teoretyczne i polityczne, których celem jest kwestionowanie i przeformułowanie narracji o historii społeczności rdzennych i skutkach ekspansji kolonialnej, asymilacji kulturowej, wyzysku zachodnich badań i często, choć nie nieodłącznie, ludobójstwa. Rdzenni mieszkańcy zaangażowani w działalność dekolonizacyjną przyjmują krytyczne stanowisko wobec zachodniocentrycznych praktyk badawczych i dyskursu oraz dążą do zmiany pozycji wiedzy w ramach rdzennych praktyk kulturowych.
Praca dekolonialna, która opiera się na strukturach zachodniej myśli politycznej, została scharakteryzowana jako paradoksalnie sprzyjająca wywłaszczeniu kulturowemu. W tym kontekście pojawiło się wezwanie do zastosowania niezależnej intelektualnej, duchowej, społecznej i fizycznej regeneracji i odmłodzenia, nawet jeśli praktyki te nie przekładają się łatwo na uznanie polityczne. Uczeni mogą również scharakteryzować dekolonizację rdzennych mieszkańców jako walkę międzysektorową, która „nie może wyzwolić wszystkich ludzi bez uprzedniego zajęcia się rasizmem i seksizmem”.
Poza teoretycznymi wymiarami pracy dekolonizacyjnej rdzennych mieszkańców wiele działań jest związanych z istniejącym od stuleci oporem rdzennych mieszkańców i współczesnymi sporami o prawa do ziemi, spory ekologiczne, marginalizację polityczną i suwerenność. W latach 60. XX wieku nastąpił gwałtowny wzrost aktywności rdzennych mieszkańców, który zbiegł się z ruchami narodowowyzwoleńczymi w Afryce, Azji i obu Amerykach.

## Świat nauki

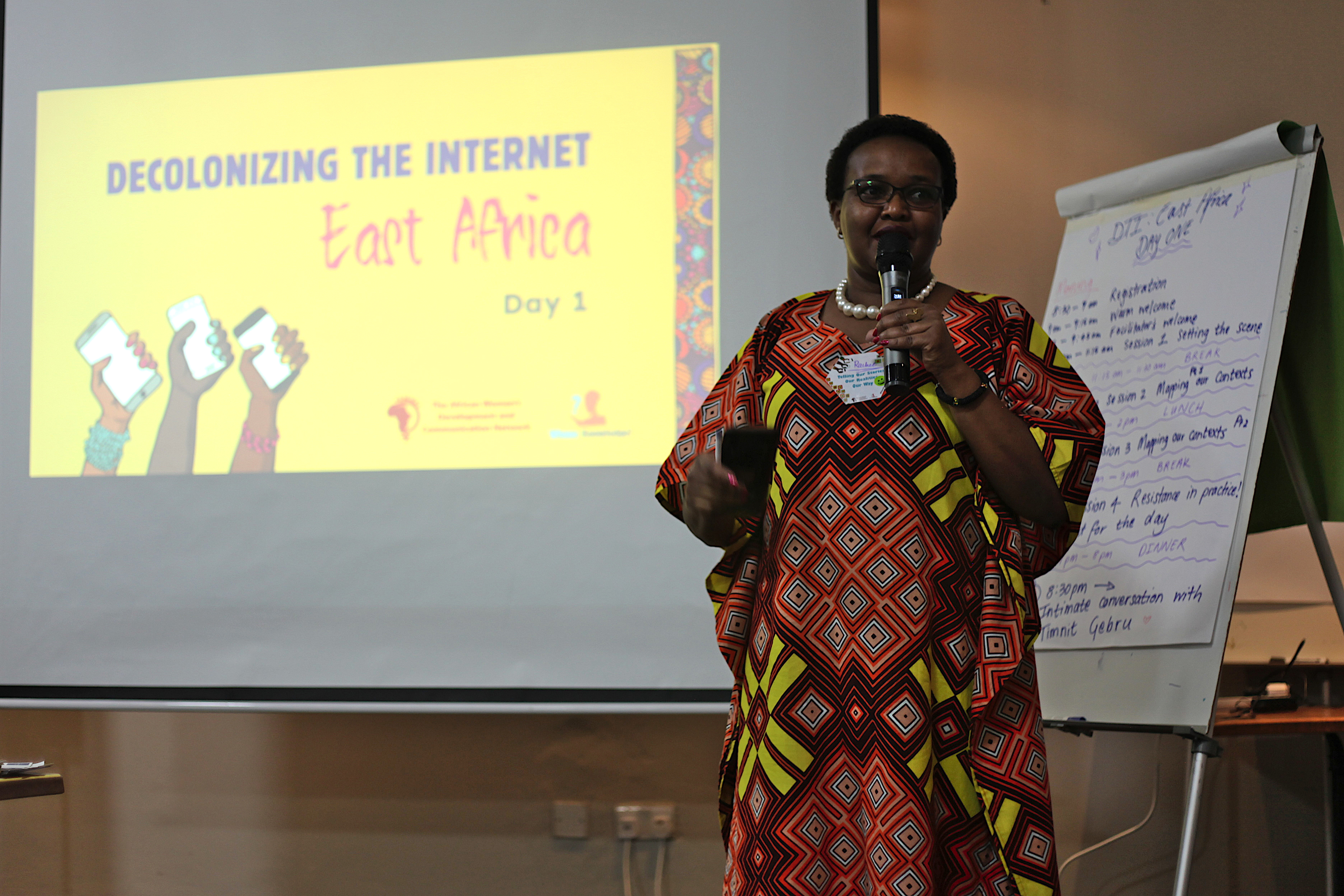
Spotkanie pod hasłem „Decolonizing the Internet East Africa” w Lusace w Zambii zorganizowane przez African Women’s Development and Communication Network (FEMNET) we współpracy z Whose Knowledge? Odbyło się w 2022 przed Forum Wolności Internetu w Afryce (FIFAfrica22). Podczas spotkania 40 czarnych feministek z krajów afrykańskich dzieliło się wiedzą, oczekiwaniami, marzeniami, wyobrażeniami i działaniami na rzecz sprawiedliwego i bezpiecznego Internetu

Jednym z najważniejszych aspektów dekolonizacji wiedzy jest ponowne przemyślenie roli środowiska akademickiego, które według Louisa Yako, antropologa pochodzenia irackiego, stało się „największym wrogiem wiedzy i opcji dekolonialnej”. Uczony twierdzi, że zachodnie uniwersytety zawsze służyły mocarstwom kolonialnym i imperialnym, a sytuacja pogorszyła się dopiero w epoce neoliberalnej. Według Yako pierwszym krokiem w kierunku dekolonizacji produkcji wiedzy akademickiej jest dokładne zbadanie, „jak wiedza jest produkowana, przez kogo, czyje prace są uznane za kanoniczne i stanowią podstawę podstawowych teorii i kursów oraz jakie odniesienia pojawiają się w książkach i artykułach”. Krytykuje zachodnie uniwersytety za ich politykę dotyczącą prac badawczych, które podważają zagraniczne i niezależne źródła, jednocześnie faworyzując cytowanie „elitarnych” europejskich lub amerykańskich naukowców, którzy są powszechnie uważani za „fundamentalnych” w swoich dziedzinach, i wzywa do zaprzestania tej praktyki.
Shose Kessi argumentuje, że celem środowiska akademickiego „nie jest osiągnięcie nowych porządków jednorodności, ale raczej większa reprezentacja pluralistycznych idei i wiedzy”. Zachęca naukowców do dokładnego zbadania autorów i głosów, które są przedstawiane jako autorytety w danej dziedzinie, metod i epistemologii, które są nauczane lub preferowane, a także problemów akademickich, które są postrzegane jako fundamentalne i wskazania tych, które są ignorowane. Należy ponownie rozważyć narzędzia pedagogiczne lub podejścia stosowane w procesie uczenia się, a także zbadać lokalne lub społeczne systemy wiedzy, które są promowane lub pozwalają na ponowne zdefiniowanie programu uczenia się. Podczas tego procesu należy ponownie ocenić cel i przyszłość wiedzy. Pojawiły się sugestie dotyczące rozszerzenia listy lektur i stworzenia integracyjnego programu nauczania, który uwzględnia szereg głosów i punktów widzenia, aby reprezentować szersze perspektywy globalne i historyczne. Naukowcy są zachęcani do prowadzenia badań poza zachodnimi kanonami wiedzy, aby ustalić, czy istnieją jakieś alternatywne kanony, które zostały przeoczone lub zlekceważone w wyniku kolonializmu.
Ngũgĩ wa Thiong’o, który podkreśla znaczenie dekolonizacji historii, pamięci i języka, stwierdził, że punktem wyjścia dekolonizacji powinien być język, a nie geopolityka. Zdaniem Mahmooda Mamdaniego idea uniwersytetu opartego na jednym języku jest dziedzictwem kolonialnym. Podobnie jest w przypadku uniwersytetów w krajach afrykańskich, które powstały jako projekt kolonialny z językiem angielskim lub francuskim jako urzędowym i uznawały tylko jedną intelektualną tradycję, a była nią tradycja zachodnia. Według Mamdaniego edukacja uniwersytecka musi być bardziej zróżnicowana i wielojęzyczna, z naciskiem nie tylko na zapewnianie nauki w różnych językach, ale też na sposoby rozwijania niezachodnich tradycji intelektualnych jako żywych tradycji, które mogą wspierać dyskurs naukowy i publiczny. Mamdani opowiada się za przeznaczaniem funduszy na tworzenie jednostek akademickich, które mogą badać i nauczać niezachodnich tradycji intelektualnych. Uważa, że poznanie języka, w którym tradycja została historycznie rozwinięta, jest konieczne, jeśli chce się uzyskać dostęp do innej tradycji intelektualnej.

Louis Yako sprzeciwia się etykietowaniu nowych uczonych jako „marksistowskich”, „foucaultowskich”, „heglowskich”, „kantowskich” itd. Postrzega to jako „kolonialną metodę potwierdzania siebie i badań” za pośrednictwem tych uczonych. Yako krytykuje akademicki proces recenzowania jako system „strażników”, którzy regulują wytwarzanie wiedzy w danej dziedzinie lub dotyczącej określonego regionu świata. 

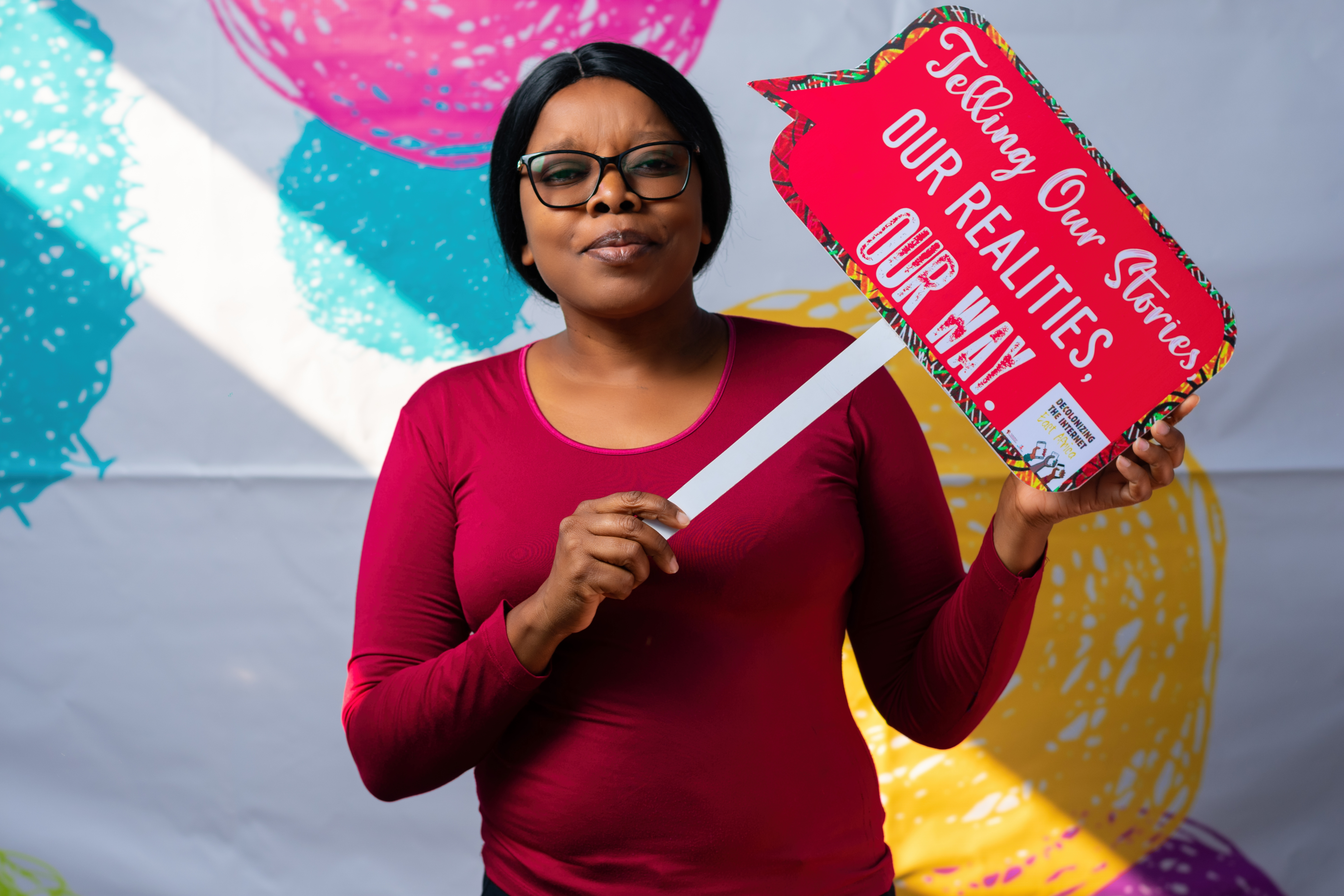
Doreen Chilumba, zambijska feministka, na spotkaniu pod hasłem „Decolonizing the Internet East Africa” w Lusace w Zambii, 2022

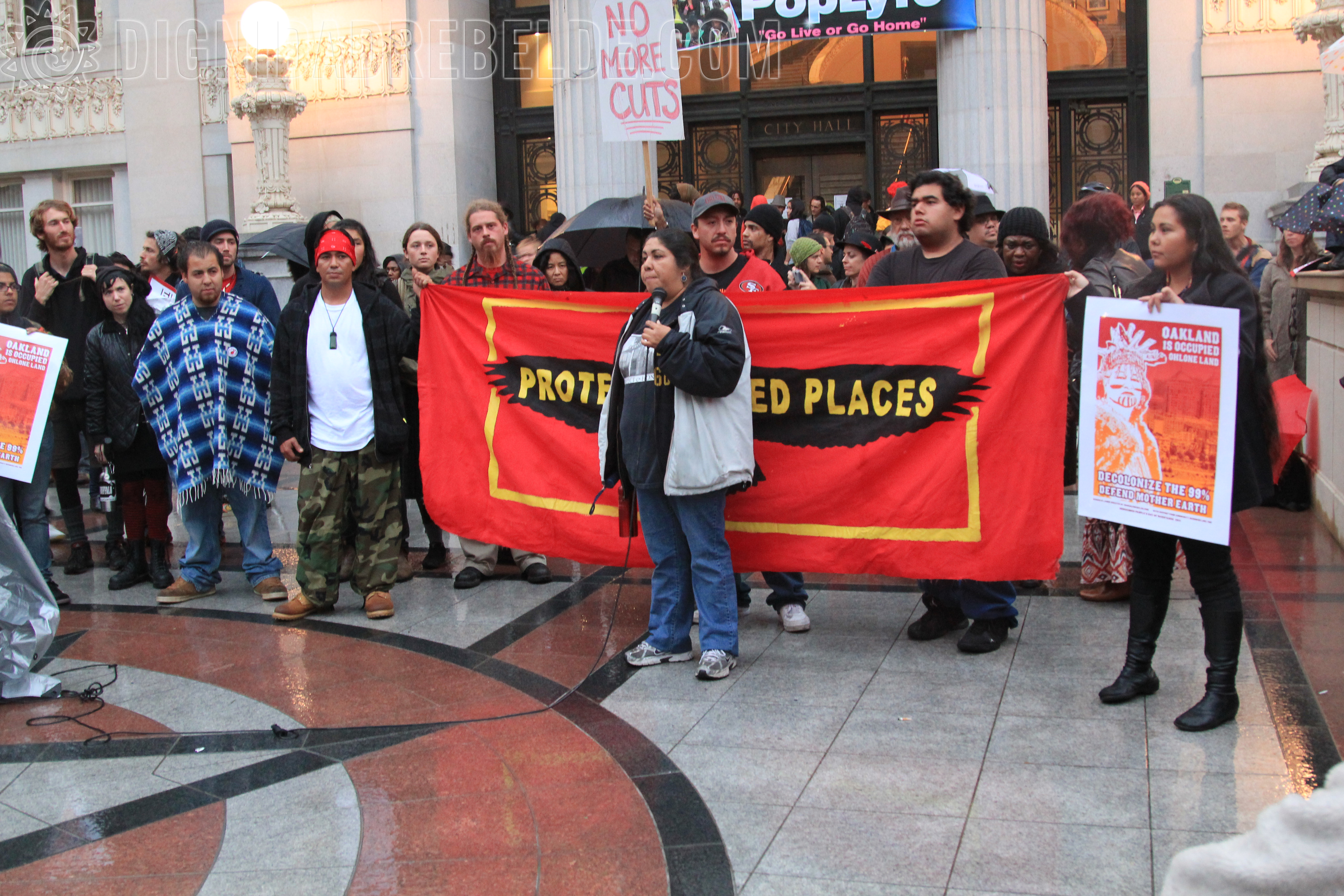
Protest dekolonizacyjny pod hasłem „Occupy Oakland” na Frank Ogawa Plaza w Oakland, USA, 2011

Teoretycy dekolonialni krytykują definicję nauki jako „czysto obiektywnej, wyłącznie empirycznej, nieskazitelnie racjonalnej, a zatem wyjątkowo potwierdzającej prawdę”. Ten rodzaj definicji nauki implikuje, że „rzeczywistość jest dyskretna i stagnacyjna; odporna na subiektywność obserwatora, w tym na jego kulturowe perswazje; i rozbieralna na części składowe, których funkcjonowanie można następnie ustalić za pomocą środków weryfikacyjnych”. Laila N Boisselle sytuuje współczesną naukę w zachodniej filozofii i zachodnich paradygmatach wiedzy, ponieważ „różne sposoby poznania, jak działa świat, są ukształtowane z kosmologii obserwatora i stwarzają możliwości rozwoju wielu nauk”. Margaret Blackie i Hanelie Adendorff argumentują, że „na praktykowanie nauki przez naukowców głęboki wpływ wywarła zachodnia nowoczesność”. Dla dekolonialnych uczonych współczesna nauka „odzwierciedla fundamentalne elementy empiryzmu według Francisa Bacona, pozytywizmu w ujęciu Comte’a i neopozytywizmu sugerowanego przez Koło Wiedeńskie na początku XX wieku”. Sugerowano również, że główna perspektywa naukowa, która bagatelizuje funkcję lub wpływ Ducha lub Boga w jakiejkolwiek manifestacji w swoich procesach, jest nie tylko zachodnia i nowoczesna, ale także świecka.
Boisselle identyfikuje dwa problemy z zachodnią wiedzą. Pierwszy wynika z próby wyjaśnienia natury wszechświata na podstawie samego rozumu. Zachód uważał się za strażnika wszelkiej wiedzy, który ma moc „uwierzytelniania i odrzucania innej wiedzy”. Pomysł, że współczesna nauka jest jedyną uprawnioną metodą poznania, został określony jako „fundamentalizm naukowy” lub „scjentyzm”. Przyjął rolę strażnika, sytuując inicjatywy „nauka dla wszystkich” na skalę globalną w ramach scjentyzmu. W rezultacie zyskał moc decydowania, jaka wiedza naukowa jest uważana za „ścisłą epistemologicznie”. Zdaniem Boaventury de Sousa Santosa, aby zdekolonizować współczesną naukę, należy wziąć pod uwagę „stronniczość wiedzy naukowej”, czyli uznać, że jak każdy inny system wiedzy, także „nauka jest systemem zarówno wiedzy, jak i ignorancji”. Dla Santosa „wiedza naukowa jest częściowa, ponieważ nie wie wszystkiego, co uważa się za ważne, i nie może wiedzieć wszystkiego, co uważa się za ważne”. W związku z tym Boisselle opowiada się za „nauką relacyjną” opartą na „ontologii relacyjnej”, która szanuje „wzajemne powiązania fizycznych, umysłowych, emocjonalnych i duchowych aspektów jednostek ze wszystkimi żywymi istotami oraz ze światem gwiezdnym i wszechświatem”.
Samuel Bendeck Sotillos, odnosząc się do filozofii wieczystej, krytykuje współczesną naukę za odrzucenie metafizyki i tradycji z całego świata. Stwierdza, że „przekonanie, że tylko metoda naukowa daje dostęp do miarodajnych form wiedzy, jest nie tylko błędne, ale wręcz totalitarne. Ma to swoje korzenie w (...) tak zwanej epoce rozumu”. Ten dogmat nie jest nauką, ale ideologią, scjentyzmem, która nie ma nic wspólnego z właściwą metodą naukową. W takim ujęciu nauka nie jest Prawdą przez duże „P”. Sprowadza się do zajmowania się przybliżeniami i promuje rozumienie nauki w ramach leżących u jej podstaw filozoficznych założeń dotyczących rzeczywistości fizycznej. W tym kontekście Sotillos szuka uznania dla świętej nauki, która kieruje się zasadami metafizycznymi i opiera się na mądrościowych naukach światowych religii.
W celu przezwyciężenia ograniczeń zachodnich kanonów wiedzy zwolennicy dekolonizacji wiedzy nawołują do dekolonizacji różnych dyscyplin akademickich, w tym historii, nauki i historii nauki, filozofii (w szczególności epistemologii), psychologii, socjologii, religioznawstwa i nauk prawnych.

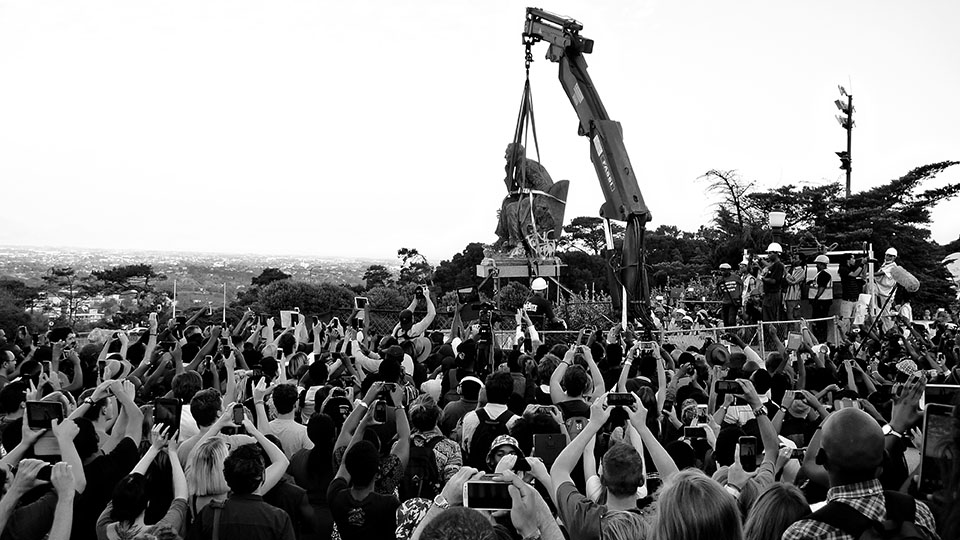
Usunięcie pomnika Cecila Rhodesa z kampusu Uniwersytetu w Kapsztadzie, 9 kwietnia 2015

### Historia
Zachód „ukradł historię”, w wyniku czego przeszłość jest przedstawiana zgodnie z tym, co wydarzyło się na miarę Europy (często tylko Zachodniej), a potem narzucane reszcie świata. Istnieje twierdzenie, że „kolonialny światopogląd”, który przedkłada przekonania, prawa i godność niektórych ludzi nad prawa i godność innych, wywarł wpływ na ramy teoretyczne, które leżą u podstaw współczesnej akademickiej dziedziny historii. Ten nowoczesny kierunek studiów został po raz pierwszy opracowany w Europie w okresie rosnącego nacjonalizmu i wyzysku kolonialnego, który determinuje historyczne narracje świata. Sposób, w jaki jest uwarunkowane nasze myślenie o przeszłości, często wywodzi się z imperialistycznego i rasistowskiego podejścia. Dekolonizacja wiedzy historycznej wymaga „badania świata niezachodniego na jego własnych warunkach, w tym przed przybyciem europejskich odkrywców i imperialistów”. Próbuje umieścić Europę Zachodnią w kontekście innych historycznych „wielkich mocarstw”, takich jak wschodnie imperium rzymskie czy kalifat Abbasydów, aby lepiej zrozumieć świat sprzed XV wieku. Podejście to wymaga krytycznej analizy pojęć imperium i władzy, a także refleksji nad kategoriami różnic społecznych”. Według Waltera Mignolo odkrycie różnorodności lokalnych tradycji historycznych jest kluczowe dla „przywrócenia godności, którą zachodnia idea historii powszechnej odebrała milionom ludzi”.

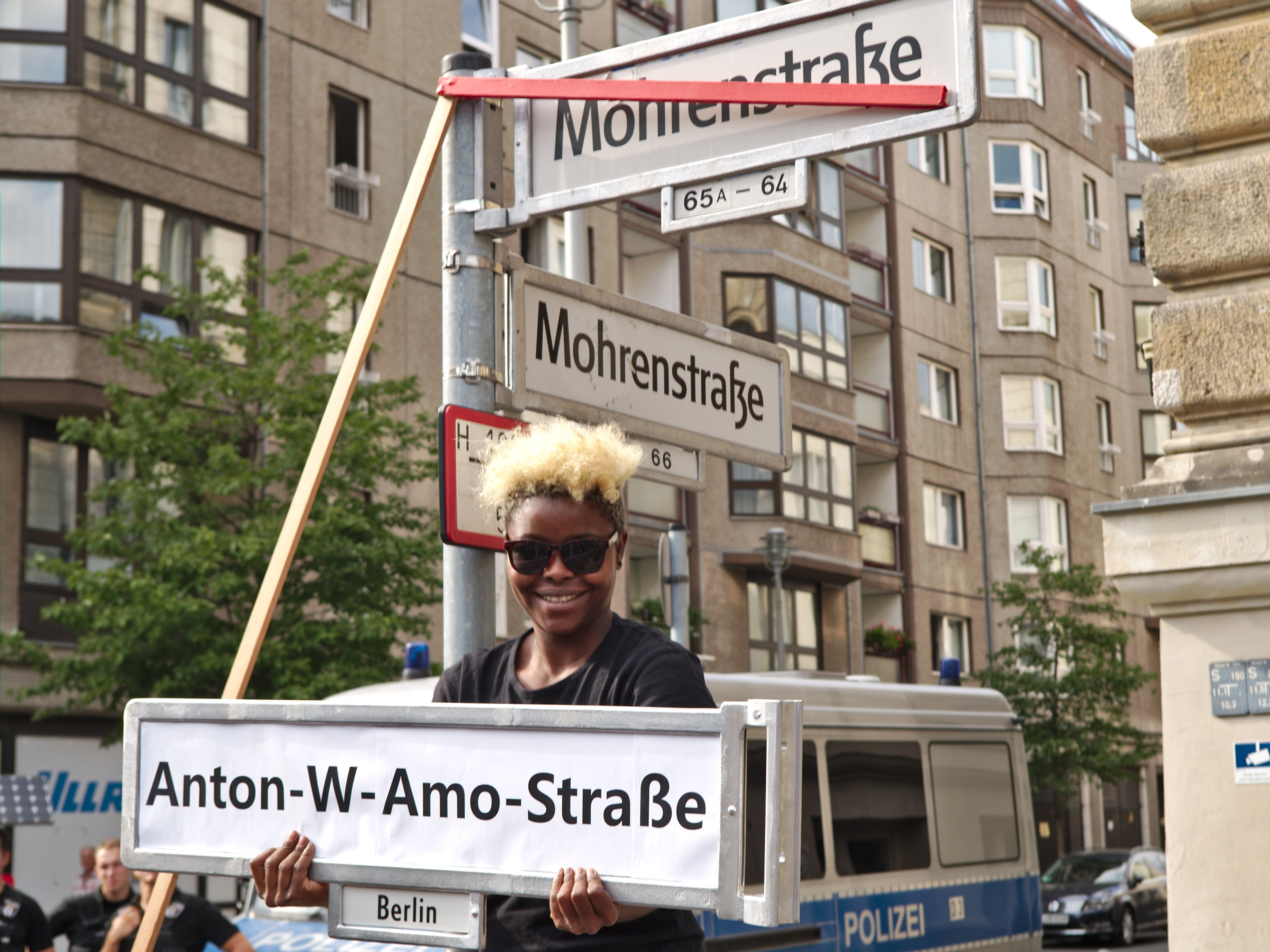
Antyrasistowski manifest w Berlinie pt. Umbenennungsfest na rzecz zmiany nazwy ulicy (zaproponowano zamianę upamiętnienia niemieckiego rasisty na nazwisko Antona Wilhelma Amo ważnego dla ruchu czarnych), 23 sierpnia (Międzynarodowy Dzień Pamięci o Handlu Niewolnikami i jego Zniesieniu) 2021

### Historia nauki
Począwszy od połowy lat 80. XX wieku postkolonialne historie nauki stanowią „zdecentrowane, diasporyczne lub globalne przepisanie wcześniejszych, skoncentrowanych na narodzie imperialnych narracji”. Historie te mają na celu odkrycie „kontrhistorii nauki, spuścizny wiedzy przedkolonialnej lub pozostałości i restauracji konstytutywnych relacji nauki kolonialnej”. Taka historia bada to, co Warwick Anderson nazywa „niestabilną ekonomią zmieniających się przestrzenności nauki, gdy wiedza jest przedmiotem transakcji, tłumaczeń i transformacji na całym świecie”. Ma na celu wykorzenienie wielkich narracji imperialnych, które prowincjonalizują naukę w jedną „rdzenną tradycję wiedzy”. Zamiast tego stara się rozpoznać różnorodne kulturowo pochodzenie nauki i zbudować kosmopolityczny model historii nauki zamiast wąskiego postrzegania nauki jako dzieła „samotnych geniuszy”. Ta perspektywa uznaje wkład innych cywilizacji w naukę i oferuje „kontrageografię nauki, która nie jest eurocentryczna i liniowa”. W takim ujęciu historię nauki należy postrzegać jako historię przekazów. Prakash Kumar i inni badacze cytują Josepha Needhama, który powiedział: „nowoczesna nauka (…) [jest] jak ocean, do którego wlewają się rzeki wszystkich cywilizacji świata”.

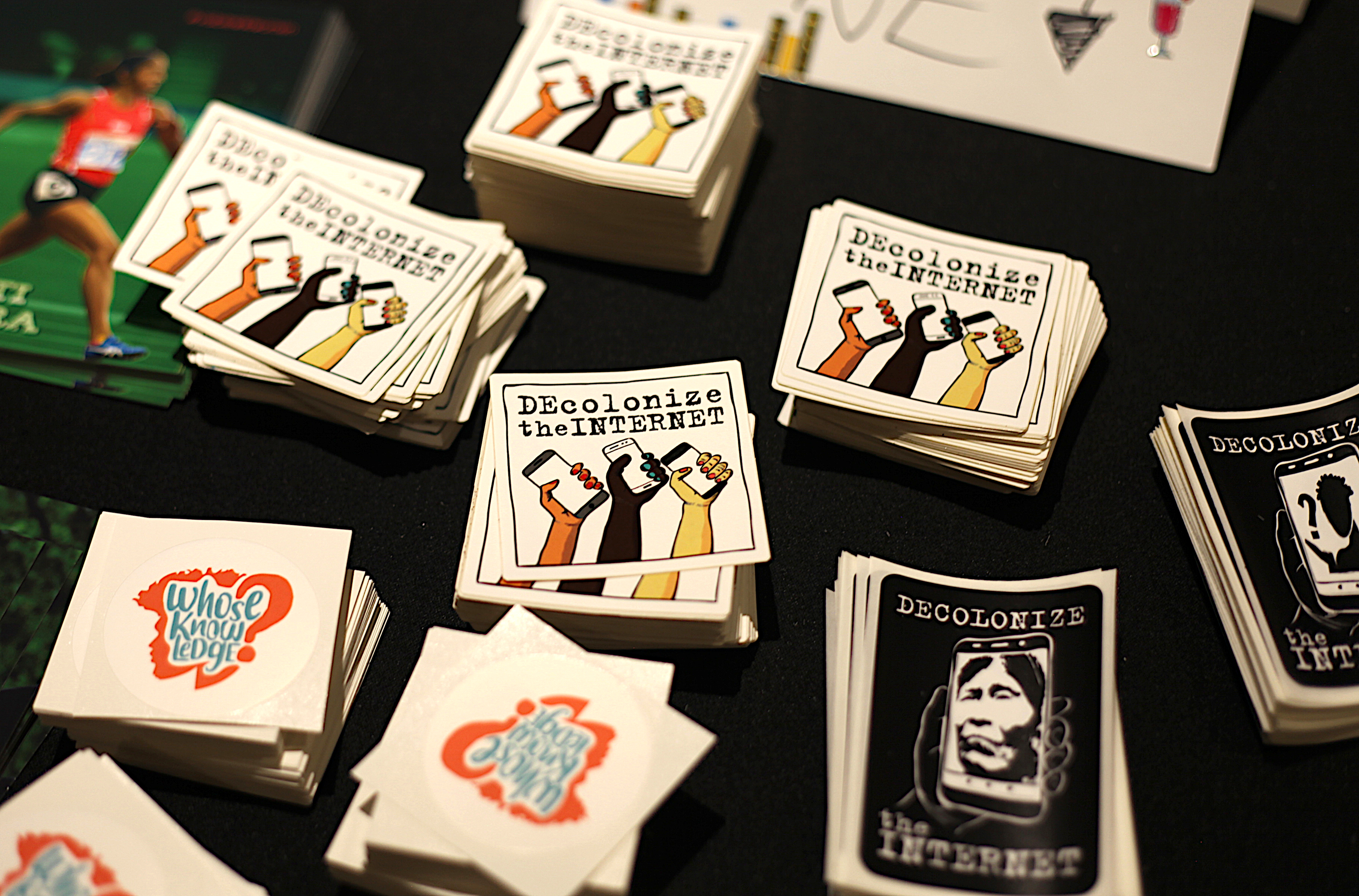
Konferencja Wikimania 2018 pod hasłem „Decolonizing the Internet”

### Filozofia
Nelson Maldonado-Torres i inni postrzegają zwrot dekolonialny w filozofii „jako formę wyzwalającego i dekolonizującego rozumu wykraczającego poza liberalną i oświeconą emancypację racjonalności i poza bardziej radykalną eurokrytykę, której nie udało się konsekwentnie zakwestionować dziedzictwa europocentryzmu i białej męskiej heteronormatywności”. Według Sajjada H. Rizvi zwrot w kierunku filozofii globalnej może zwiastować radykalne odejście od epistemologii kolonialnej i utorować drogę do dekolonizacji wiedzy, zwłaszcza w naukach humanistycznych. Rizvi opowiada się za włączeniem filozofii islamu do dyskusji, ponieważ uważa, że pomoże to w procesie dekolonizacji i może ostatecznie zastąpić eurocentryczną edukację filozoficzną ekspansywną „pedagogiką życia i bycia”. Philip Higgs opowiada się za włączeniem filozofii afrykańskiej w kontekście dekolonizacji. Podobne sugestie dotyczyły filozofii indyjskiej i chińskiej. Maldonado-Torres i inni omawiają kwestie z zakresu filozofii rasy i płci, a także filozofii azjatyckiej i filozofii latynoamerykańskiej jako przykłady zwrotu dekolonialnego i filozofii dekolonizacyjnej, twierdząc, że „Azja i Ameryka Łacińska nie są tu przedstawiane jako kontynentalne inne części Europy, ale jako skonstruowane kategorie i projekty, które same muszą zostać zdekolonizowane”.

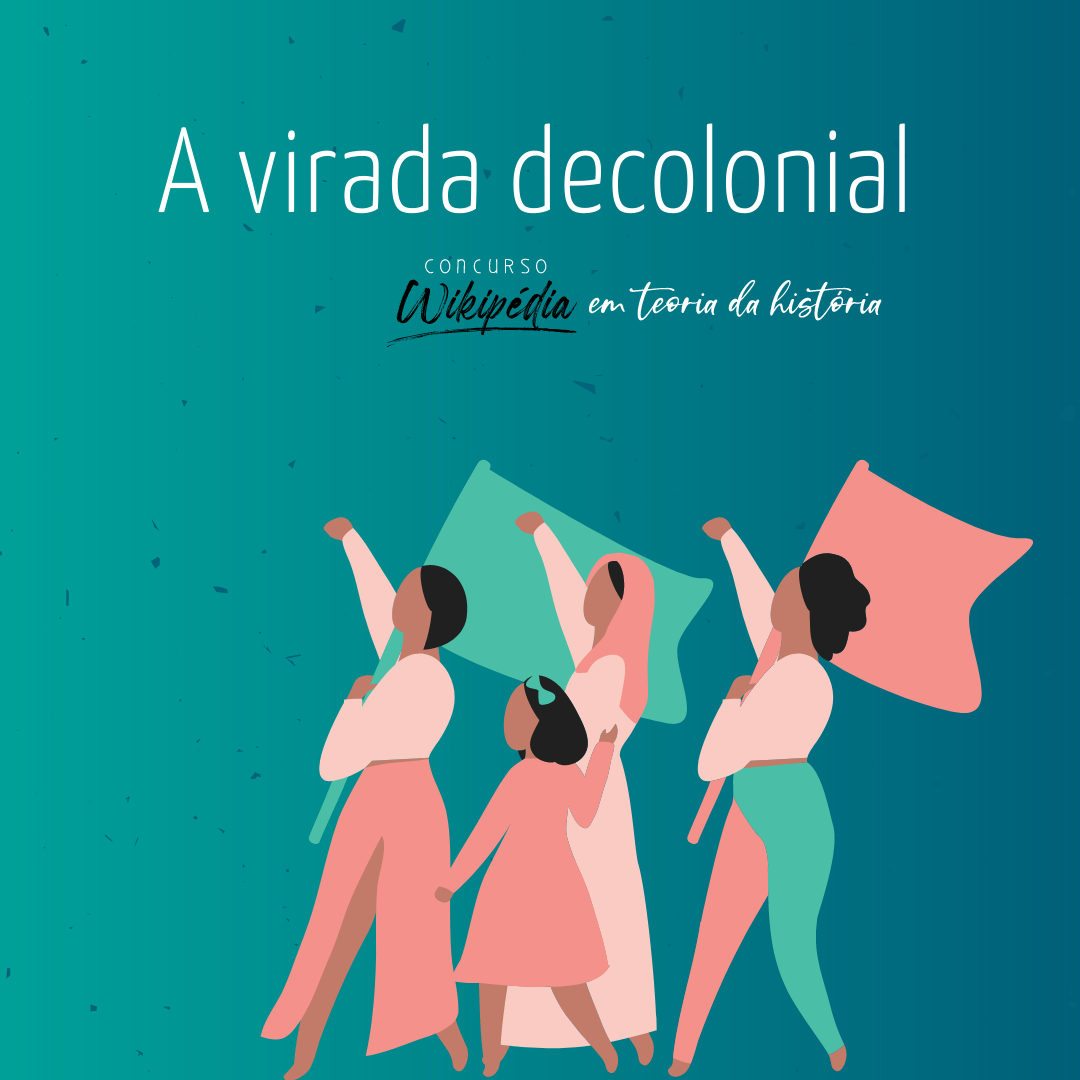
Plakat 4. Maratonu Edycyjnego wikikonkursu pod hasłem „Zwrot Dekolonialny”, 2021

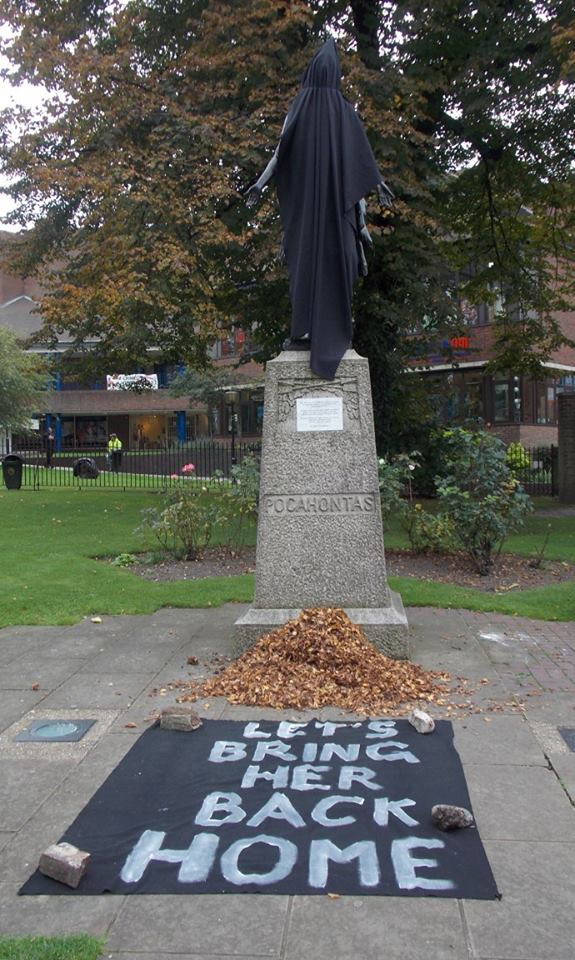
Akcja aktywistów pod pomnikiem Pocahontas przy kościele św. Jerzego w Gravesend w hrabstwie Kent w Anglii, gdzie pochowano jej ciało, 2015. Posąg nakryto czarnym suknem, tablicę urzędową wymieniono na nową, przed pomnikiem usypano kupkę ziemi, a na ziemi rozciągnięto tkaninę z napisem „WRÓĆMY JĄ DO DOMU”. Aktywiści domagają się odesłania ciała Matoaki (Białe Piórko) do kraju, z którego pochodzi (obecna Wirginia, USA). Jej pomnik jest symbolem potęgi kolonialnej, która utrwala nadużycia wobec rdzennych Amerykanów i Amerykanek.

### Psychologia
Według wielu wpływowych przywódców i myślicieli kolonialnych i postkolonialnych dekolonizacja była „zasadniczo projektem psychologicznym” obejmującym „odzyskanie siebie” i „próbę przeformułowania niszczących kolonialnych dyskursów o osobowości”. Psychologia eurocentryczna, która opiera się na określonej historii i kulturze, kładzie duży nacisk na „eksperymentalne metody pozytywistyczne, języki, symbole i historie”. Podejście dekolonizujące w psychologii pokazuje, jak kolonializm, orientalizm i założenia eurocentryczne są nadal głęboko zakorzenione we współczesnej psychologii, a także w psychologicznych teoriach kultury, tożsamości i rozwoju człowieka. Psychologia dekolonizacji pociąga za sobą zrozumienie i uchwycenie historii kolonizacji, a także jej wpływu na rodziny, narody, nacjonalizm, instytucje i produkcję wiedzy. Poszerza granice horyzontów kulturowych i służy jako brama „do nowych konfrontacji i nowej wiedzy”. Zwrot dekolonialny w psychologii pociąga za sobą zmianę konwencjonalnej metodologii badawczej poprzez stworzenie przestrzeni dla wiedzy rdzennej ludności, historii mówionych, sztuki, wiedzy o społecznościach i przeżytych doświadczeń jako uzasadnionych form wiedzy. Samuel Bendeck Sotillos stara się uwolnić od ograniczeń współczesnej psychologii, która, jak twierdzi, jest zdominowana przez zasady współczesnej nauki i która dotyczy tylko bardzo „ograniczonej części ludzkiej indywidualności”. Zamiast tego chce ożywić tradycyjny pogląd na istotę ludzką jako składającą się z ducha, duszy i ciała.

### Socjologia
Uczeni dekolonialni argumentują, że badania socjologiczne są obecnie zdominowane przez punkty widzenia naukowców z Globalnej Północy i badania empiryczne, które koncentrują się na tych krajach. Prowadzi to do teorii socjologicznych, które przedstawiają Globalną Północ jako „normalną” lub „nowoczesną”, a wszystko poza nią jest „dewiacyjne” lub „jeszcze nie zmodernizowane”. Takie teorie podważają obawy Globalnego Południa, mimo że stanowi około 84% światowej populacji. Kładą duży nacisk na uwzględnienie problemów, perspektyw i sposobu życia mieszkańców Globalnego Południa, którzy zazwyczaj są pomijani w badaniach socjologicznych i budowaniu teorii. Dekolonizacja w tym sensie odnosi się do uczynienia niezachodnich rzeczywistości społecznych bardziej istotnymi dla akademickiej debaty.

### Religioznawstwo
Zgodnie z perspektywą dekolonialną religioznawstwo jest jedną z wielu dyscyplin humanistycznych, która ma swoje korzenie w europejskim kolonializmie. Z tego powodu zagadnienia, które obejmuje, koncepcje, które wzmacnia, a nawet otoczenie, w którym jest nauczane w instytucjach akademickich, mają cechy kolonialne. Według Malory’ego Nye’a, aby zdekolonizować studia nad religią, trzeba być metodologicznie świadomym historycznego i intelektualnego dziedzictwa kolonializmu w tej dziedzinie, a także fundamentalnych założeń dotyczących przedmiotu, w tym koncepcji religii i światowych religii. Dla Adriaana van Klinkena zwrot dekolonialny w badaniach nad religiami obejmuje refleksyjność, jest interaktywny i rzuca wyzwanie „oczywistym zachodnim ramom analizy i praktyki naukowej”. Musi zaakceptować „różnorodność sposobów poznawania i bycia” w świecie. Interpretacja Koranu w europejsko-amerykańskiej społeczności akademickiej jest jednym z takich przykładów, gdzie „zjawisko objawienia” rozumiane w islamie jest bardzo często negowane, lekceważone lub uważane za nieistotne dla zrozumienia Pisma Świętego. Według Josepha Lumbarda europejsko-amerykańskie metody analityczne przeniknęły studia nad Koranem i mają trwały wpływ na wszystkie aspekty tej dyscypliny. Opowiada się za bardziej inkluzywnymi podejściami, które uwzględniają różne formy analizy i wykorzystują narzędzia analityczne z klasycznej tradycji islamu.

### Nauki prawne
Aitor Jiménez González argumentuje, że uogólnione użycie terminu „prawo” maskuje fakt, że pojęcie to nie jest kategorią uniwersalną, ale opartą na zachodniej kosmowizji prawnej. To nie „pokojowe rozprzestrzenianie się wyższej nauki” doprowadziło do powszechnego przyjęcia zachodniego pojęcia. Był to skutek stuleci kolonializmu, brutalnych represji wobec innych legalnych kosmowizji i utrzymywania kolonialności. Dekolonialne stanowisko w sprawie prawa ułatwia dialog między różnymi rozumieniami i poznawczymi perspektywami prawa, kwestionując postrzeganą hegemonię zachodniego paradygmatu prawnego. Jest to strategia przekształcania kultury prawnej, która historycznie opierała się na hegemonicznym lub eurocentrycznym rozumieniu prawa, na kulturę bardziej inkluzywną. Podkreśla potrzebę świeżej perspektywy historycznej, która kładzie nacisk na różnorodność ponad jednorodność i podaje w wątpliwość pogląd, że państwo jest „głównym organizatorem życia prawnego i prawnego”.
Według Asikii Karibi-Whyte dekolonizacja wykracza poza inkluzję, ponieważ ma na celu demontaż pojęć i punktów widzenia, które nie doceniają „innego” w dyskursie prawnym. Opowiada się za priorytetowym traktowaniem wartości podczas debaty nad konkretnymi kwestiami prawnymi. Normy prawne w byłych koloniach noszą piętno kolonializmu i wartości społeczeństw kolonialnych, np. angielskie prawo zwyczajowe dominuje w byłych koloniach brytyjskich w całej Afryce i Azji, podczas gdy system prawa cywilnego jest stosowany w wielu byłych koloniach francuskich, co odzwierciedla wartości społeczeństwa francuskiego. W tym kontekście dekolonizacja prawa wymaga „krytycznego włączenia epistemologii, sposobów poznania, przeżyć, tekstów i prac naukowych”, które kolonializm wyparł z dyskursów prawnych.

## Badania włączające
Badania neokolonialne lub nauka neokolonialna, często opisywane jako badania helikopterowe, nauka spadochronowa lub badania spadochronowe, badania pasożytnicze lub safari naukowe mają miejsce, gdy naukowcy z bogatszych krajów udają się do kraju rozwijającego się, zbierają informacje, wracają do swojego kraju, analizują dane i próbki oraz publikują wyniki bez lub z niewielkim udziałem lokalnych badaczy. Badanie przeprowadzone w 2003 przez Węgierską Akademię Nauk wykazało, że 70% artykułów w wylosowanej próbie publikacji dotyczących krajów najsłabiej rozwiniętych nie miało lokalnego współautora badań. Takie publikacje często przyczyniają się jedynie do kariery naukowców z bogatych krajów, ograniczając w ten sposób rozwój lokalnego potencjału naukowego (takiego jak finansowane ośrodki badawcze) i kariery lokalnych naukowców. Ta forma nauki „kolonialnej” ma echa XIX-wiecznych praktyk naukowych polegających na traktowaniu uczestników spoza Zachodu jako „innych” w celu rozwoju kolonializmu. Krytycy wzywają do zakończenia tych ekstraktywistycznych praktyk w celu dekolonizacji wiedzy.
Tego rodzaju podejście badawcze obniża jakość badań, ponieważ międzynarodowi badacze mogą nie zadawać właściwych pytań lub nie dostrzegać powiązań z lokalnymi problemami. Rezultatem jest to, że społeczności lokalne nie są w stanie wykorzystać badań na swoją korzyść. Ostatecznie, zwłaszcza w przypadku dziedzin zajmujących się problemami globalnymi, takimi jak biologia konserwatorska, które polegają na wdrażaniu rozwiązań przez społeczności lokalne, nauka neokolonialna uniemożliwia instytucjonalizację odkryć w społecznościach lokalnych w celu rozwiązania problemów badanych przez naukowców.
Według Mpoe Johannah Keikelame i Leslie Swartz „metodologia badań dekolonizujących to podejście stosowane do kwestionowania eurocentrycznych metod badawczych, które podważają lokalną wiedzę i doświadczenia zmarginalizowanych grup ludności”. Chociaż nie ma ustalonego paradygmatu ani praktyki dekolonizacji metodologii badawczej, Thambinathan i Kinsella proponują cztery metody, z których mogą korzystać badacze jakościowi. Metody obejmują angażowanie się w praktykę transformacyjną, praktykowanie krytycznej refleksyjności, stosowanie wzajemności i szacunku dla samostanowienia, a także akceptację „innych” sposobów poznania. Dla Sabelo Ndlovu Gatsheniego metodologia dekolonizacji polega na „demaskowaniu jej roli i celu w badaniach”. Musi przekształcić tożsamość obiektów badawczych w pytających, krytyków, teoretyków, znawców i komunikatorów. Ponadto należy przekierować badania tak, aby koncentrowały się na tym, co Europa zrobiła dla ludzkości i środowiska, zamiast naśladować Europę jako wzór do naśladowania dla reszty świata.

## Edukacja
Nigeryjska pisarka, Chiamamanda Adichie, twierdzi, że ma znaczenie, kto, jak i które historie opowiada, ponieważ ten, kto decyduje o narracji, dzierży władzę. Wiele narracji na temat historii, kultury, życia ludzi spoza Europy jest opowiadanych z perspektywy europocentrycznej. Widać to w podstawach programowych i podręcznikach do różnych przedmiotów, np. historii, geografii, języków państwowych, biologii itp. W niektórych krajach na kontynencie afrykańskim dzieci i młodzież edukuje się z punktu widzenia Europejczyków. Jest to zauważalne również w materiałach edukacyjnych dostępnych online, jak też w popkulturze (filmy, muzyka itp.) utrwalającej postrzeganie świata. Konieczna jest dekolonizacja zarówno edukacji formalnej, państwowej, jak i innych formy edukacji, np. w rodzinach i lokalnych społecznościach.
Zwracana jest uwaga, że potrzebna jest refleksja nad takimi treściami i krytyczna ich analiza. Należy przebudować podstawy programowe, sylabusy zajęć, zmienić dynamikę zajęć, poddać refleksji pedagogikę i wyrównać szanse edukacyjne wszystkich uczących się dzieci i młodzieży, jak również wzmacniać głosy oddolne i historie osobiste osób uczących się w klasach, szczególnie jeśli pochodzą z różnych środowisk i zachowywać równowagę między treściami lokalnymi (o danym państwie, w którym prowadzona jest edukacja) a treściami o reszcie świata. Konieczna jest też samoedukacja nauczycieli i nauczycielek. Dlatego podejmowane są międzynarodowe inicjatywy, jak np. projekt unijny „CoDec: Kolonializm i dekolonializm a historie narodowe oraz pamięć polityczna z perspektywy europejskiej” realizowany w ramach programu Comenius. Jednocześnie eksperci i ekspertki podkreślają, że dekolonizacja edukacji to długotrwały proces, choć już z sukcesami, np. w krajach afrykańskich, które prowadzą go od lat.
Potrzebę zmiany uświadamiają wydarzenia takie jak Black Lives Matter. W odpowiedzi na ten ruch w 2021 w Szkocji rząd zalecił nauczycielom i nauczycielkom, by w szkołach podstawowych i średnich korygować treści nauczania, wypełniać testy na przywilej białych oraz mówić o zbrodniach przeciw ludzkości wobec rdzennych społeczności. Jednocześnie pojawiły się głosy, że taki odgórny program jest zbyt jednostronny i nie zachęca do zrozumienia procesów prowadzących do rasizmu i jego skutków.
Podejmowane są też oddolne inicjatywy nauczycielskie, dążące do współpracy z kuratoriami oświaty w celu rewizji materiałów dydaktycznych, np. powszechnie używanej mapy Mercatora, która w centrum przedstawia Europę, a zmniejsza rozmiary Afryki i Ameryki Południowej. W 2017 w Bostonie kuratorium zdecydowało o wprowadzeniu w części szkół mapy Galla-Petersa, która dokładniej odwzorowuje wielkości kontynentów, choć zniekształca ich obrys. Jako rozwiązanie pośrednie podaje się mapę Winkla-Tripela.
Dekolonizacja wiedzy prowadzona jest na uniwersytetach zarówno w byłych koloniach, jak i metropoliach. Skupia się na trzech obszarach. Po pierwsze badania koncentrują się na wielu różnych kontekstach lokalnych i krajowych, po drugie następuje demontaż struktur kolonialnych w edukacji oraz rozwija się i prowadzi ewaluację dekolonialnych strategii pedagogicznych lub programowych, a po trzecie prowadzi się badania empiryczne analizujące inicjatywy społeczne lub polityczne na rzecz dekolonizacji szkolnictwa wyższego, a nie dyskusji o charakterze wykształcenia.

### W Polsce
Edukacja międzykulturowa i globalna w Polsce, której społeczeństwo jest homogeniczne, jest na innym etapie niż na zachodzie Europy. Wyzwaniem jest uporanie się ze stosunkiem polskiej większości do mniejszości narodowych i etnicznych, brak realizacji ich praw, dyskryminacja i eksterminacja np. w obrębie systemu pańszczyźnianego lub zagospodarowywania Kresów Wschodnich. Wciąż nowością są głosy osób, które pochodzą z innych państw i zamieszkały w Polsce albo urodziły się w rodzinach mieszanych, a doświadczają stereotypizacji i wykluczenia ze względu na kolor skóry. Zjawiska te wzmacniają treści obecne w podstawach programowych i podręcznikach do różnych przedmiotów. Przykładowo w kanonie lektur szkolnych obowiązujących w Polsce pojawiają się przykłady dorobku literatury zachodnioeuropejskiej i polskiej, które utrwalają stereotypy rasowe i językowe

## Ocena
Według Pieta Naudé wysiłki dekolonizacji mające na celu stworzenie nowych modeli poznawczych z odrębnymi prawami walidacji niż te opracowane w zachodnim systemie wiedzy nie przyniosły jeszcze pożądanego rezultatu. Ponieważ główna kwestia „kryteriów wiarygodności” nie została jeszcze rozwiązana. Mówi, że dekolonizacja nie powiedzie się, jeśli kluczowe pojęcia, takie jak „problemy”, „paradygmaty” i wreszcie „nauka”, nie zostaną zasadniczo przekonceptualizowane. Obecny „naukowy zwrot dekolonialny” był krytykowany za to, że jest oderwany od codziennych zmagań ludzi żyjących w historycznie skolonizowanych miejscach. Robtel Neajai Pailey twierdzi, że dekolonizacja wiedzy w XXI wieku zakończy się niepowodzeniem, jeśli nie będzie powiązana z trwającymi ruchami wyzwoleńczymi przeciwko nierówności, rasizmowi, oszczędnościom, imperializmowi, autokracji, seksizmowi, ksenofobii, niszczeniu środowiska, militaryzacji, bezkarności, korupcji, nadzorowi mediów i kradzież ziemi, ponieważ poznawcza dekolonizacja „nie może mieć miejsca w politycznej próżni”.